# تبارشناسی (فلسفه)
تبارشناسی در فلسفه یک روش تاریخی است که در آن فرد درک رایج از فرایند ظهور باورهای متفاوت فلسفی و اجتماعی را با در نظر گرفتن هدف، گستره یا کلیت گفتمان به پرسش می‌گیرد، و از این طریق امکان ارائهٔ تحلیلی مخالف با کاربرد مارکسیستی از اصطلاح ایدئولوژی را افزایش می‌دهد، تا بتوان کلیت یک گفتمان تاریخی را در طول بازهٔ زمانی مورد سؤال با تمرکز بر یک گفتمان واحد یا غالب (ایدئولوژی) توضیح داد.
علاوه بر این، تبارشناسی غالباً تلاش می‌کند تا فراتر از گفتمان مورد نظر، به شرایط امکان آن باورها بپردازد (خصوصاً در تبارشناسی‌های فوکو). این روش به عنوان تداوم آثار فردریش نیچه توسعه یافته‌است. به عنوان مثال، ردیابی‌تبار مفهومی مانند «جهانی سازی» در صورتی می‌تواند «تبارشناسی» نامیده شود که تغییرات آن تا بستر سازندهٔ اولیهٔ آن پیگیری شود. این کار مستلزم مستندسازی تغییرات معنایی آن (اصطلاح‌شناسی) نیست، بلکه منظور توجه به اساس اجتماعی تغییرات معنایی آن است.